# Xiphorhynchus elegans
A Xiphorhynchus elegans a madarak (Aves) osztályának verébalakúak (Passeriformes) rendjébe, valamint a fazekasmadár-félék (Furnariidae) családjába és a fahágóformák (Dendrocolaptinae) alcsaládjába tartozó faj.

## Rendszerezése
A fajt August von Pelzeln osztrák ornitológus írta le 1868-ban, a Dendrornis nembe  Dendrornis elegans néven, innen helyezték jelenlegi nemébe.

## Alfajai
- Xiphorhynchus elegans buenavistae Zimmer, 1948
- Xiphorhynchus elegans elegans (Pelzeln, 1868)
- Xiphorhynchus elegans insignis (Hellmayr, 1905)
- Xiphorhynchus elegans juruanus (H. Ihering, 1905)
- Xiphorhynchus elegans ornatus Zimmer, 1934 )[2]

## Előfordulása
Dél-Amerika északnyugati részén, Bolívia, Brazília, Kolumbia, Ecuador és Peru területén honos. A természetes élőhelye a szubtrópusi és trópusi  síkvidéki és hegyi esőerdők, lombhullató erdők és mocsári erdők. Állandó, nem vonuló faj.

## Megjelenése
Átlagos testhossza 23 centiméter, testtömege 29-38 gramm.

## Életmódja
Főleg ízeltlábúakkal táplálkozik, de kisebb gerinceseket is fogyaszt.

## Külső hivatkozás
- Képek az interneten a fajról
- Xeno-canto.org - a faj hangja és elterjedési területe